# Artemisia (Goldoni)
Artemisia è una tragicommedia in cinque atti in versi endecasillabi sciolti di Carlo Goldoni del 1759, rappresentata per la prima volta durante l'autunno di quell'anno nel Teatro San Luca di Venezia. La tragedia, a lieto fine, ebbe una buona accoglienza e fu replicata più volte, anche negli anni successivi.
L'opera, per la stesura della quale il commediografo veneziano si rifece alla Semiramide di Voltaire e alla Merope di Scipione Maffei, faceva parte del progetto delle Nove muse, che prevedeva un ciclo di nove commedie, diverse per argomento, registro e metro letterario, e dedicata ognuna a una dea del Parnaso (Melpomene in questo caso). Nei programmi dell'autore e dell'impresario Vendramin queste commedie avrebbero dovuto risanare il bilancio negativo della stagione 1758-1759 del Teatro San Luca. In realtà non tutte le opere furono completate: Gli amori di Alessandro Magno andò in scena nella primavera del 1759; questa e La scuola di ballo in autunno; L'impresario delle Smirne e Gl'innamorati furono allestite nel successivo Carnevale; Enea nel Lazio e Zoroastro andarono in scena l'anno seguente, mentre le ultime due non furono mai scritte o andarono perdute. La fortuna di questi componimenti fu alterna presso i contemporanei, così come rimane ondeggiante oggi.

## Trama
Artemisia, regina di Caria, è in lutto per la morte del marito, il re Mausolo. Il principe persiano Farnabaze, innamorato di lei, vuole sposarla a tutti i costi, ma Artemisia si farà sedurre da Euriso, uno sconosciuto pastorello, in cui riconoscerà in extremis il figlio perduto Nicandro.

## Poetica
Per Giuseppe Ortolani si tratta di un'opera convenzionale, priva di autentica ispirazione drammatica, però è da riconoscere un particolare interesse per gli audaci rimandi allo scabroso tema dell'incesto annidati nel sottotesto recitativo.